# Joan Fontcuberta
Joan Fontcuberta  Villà (Barcelona, 24 de febrero de 1955) es un artista, docente, ensayista, crítico y promotor de arte español especializado en fotografía.
Premio David Octavious Hill por la Fotografisches Akademie GDL de Alemania en 1988, Chevalier de l'Ordre des Arts et des Lettres por el Ministerio de Cultura en Francia en 1994, Premio Nacional de Fotografía, otorgado por el Ministerio de Educación, Cultura y Deporte de España en 1998 y Premio Nacional de Ensayo en 2011.

## Biografía
Como promotor de eventos relacionados con el arte fotográfico, organizó las Jornadas Catalanas de Fotografía, en 1979, y en 1982, colaboró en la constitución de la Primavera Fotográfica de Barcelona. En 1984, fue el comisario de la exposición Idas y Caos. Vanguardias fotográficas en España 1920-1945, exhibida en la Biblioteca Nacional de Madrid y en el Centro internacional de Fotografía (ICP) de Nueva York y más tarde Creación Fotográfica en España 1968-88 exhibida en el Museo Cantini de Marsella y en el Centro de Arte Santa Mónica de Barcelona. En 1996 fue nombrado director artístico del Festival Internacional de Fotografía de Arlés. En 1998 obtuvo el Premio Nacional de Fotografía del Ministerio de Cultura de España. En 2011 obtuvo el Premio Nacional de Ensayo que concede el Ministerio de Cultura por su obra 'La cámara de Pandora'.
Su extensa obra fotográfica se caracteriza por el uso de herramientas informáticas en su tratamiento y su presentación de manera interactiva con el espectador. Al igual que otros artistas contemporáneos, representa una visión crítica de la realidad, las verdades fotográficas, históricas o ficticias a través de la fotografía y su contexto.
Entre 1985 y 2001, la obra de Fontcuberta fue expuesta en más de una treintena de museos y salas de arte de Europa, América del Norte y Japón como el Museo Folkwang de Essen en 1987, el Museo de Arte Moderno de Nueva York, en 1988, el Centro Andaluz de Arte Contemporáneo, en 1989, el IVAM de Valencia, 1992, la Parco Gallery de Tokio, 1992, el Museo de Bellas Artes de Bilbao, 1995, el Museo del Elíseo de Lausana, 1999, el Museo Nacional de Arte de Cataluña de Barcelona, 1999, o la Museo Redpath de Montreal, 1999.
Su obra ha sido adquirida por colecciones públicas, especialmente de Estados Unidos, Alemania, Francia, España y Argentina como el Centro Pompidou de París; el Museo Metropolitano de Arte y el Museo de Arte Moderno de Nueva York; el Art Institute de Chicago; el Museum für Kunst und Gewerbe, Hamburgo; el I.V.A.M. de Valencia y el Museo de Bellas Artes de Buenos Aires.
El 7 de marzo de 2013 ganó el Premio Internacional de Fotografía Hasselblad.
En 2024, Fontcuberta presentó en el Museo Universidad de Navarra, su exposición-manifiesto "Florilegium", en el que se sirve de la inteligencia artificial para crear imágenes de plantas de América descritas por los colonizadores.

## Concepto artístico
La obra de Joan Fontcuberta se inscribe en una línea crítica de la concepción de la fotografía como evidencia de lo real. Muchos de sus trabajos versan sobre el “poner en duda” la verdad que se le otorga a las imágenes fotográficas. Se posiciona en una línea de queso cuestionamiento y duda sobre la veracidad de la imagen fotográfica. Afirma que 

(…) Toda fotografía es una ficción que se presenta como verdadera. Contra lo que nos han inculcado, contra lo que solemos pensar, la fotografía miente siempre, miente por instinto, miente porque su naturaleza no le permite hacer otra cosa. Pero lo importante no es esa mentira inevitable, lo importante es cómo la usa el fotógrafo, a qué intenciones sirve. Lo importante, en suma, es el control ejercido por el fotógrafo para imponer una dirección ética a su mentira. El buen fotógrafo es el que miente bien la verdad (...) (Fontcuberta, 1997)

. 
No solo sus obras fotográficas, sino también sus trabajos teóricos, tienen una intención apelativa hacia los observadores de las imágenes, apela a una conciencia crítica, a la desconfianza crítica, contra la postura de verdad absoluta de cierta línea de concepción de la fotografía. Fontcuberta se autodenomina un escéptico, por lo que sus trabajos se basan en el cuestionamiento del concepto preestablecido que se tiene de la fotografía, que se asienta sobre la idea de reflejo fiel de la realidad.
Fontcuberta analiza a artistas y autores que utilizan o utilizaron técnicas similares a las que él adscribe y los toma como referentes al momento de replantear la idea de la iconicidad de la fotografía. Así, algunos artistas que aparecen como referentes a lo largo de sus trabajos son Nancy Burson, Daniel Canogar, y un caso particular lo constituye el trabajo que cita en “La tribu que nunca existió”, sobre los tasaday, que obtuvo gran relevancia en el mundo científico, y mediante el cual se creó una “realidad ficticia”, a través del reportaje creado por John Launois. 
Sin embargo, es el propio Joan Fontcuberta quien representa un referente para muchos artistas y teóricos contemporáneos.

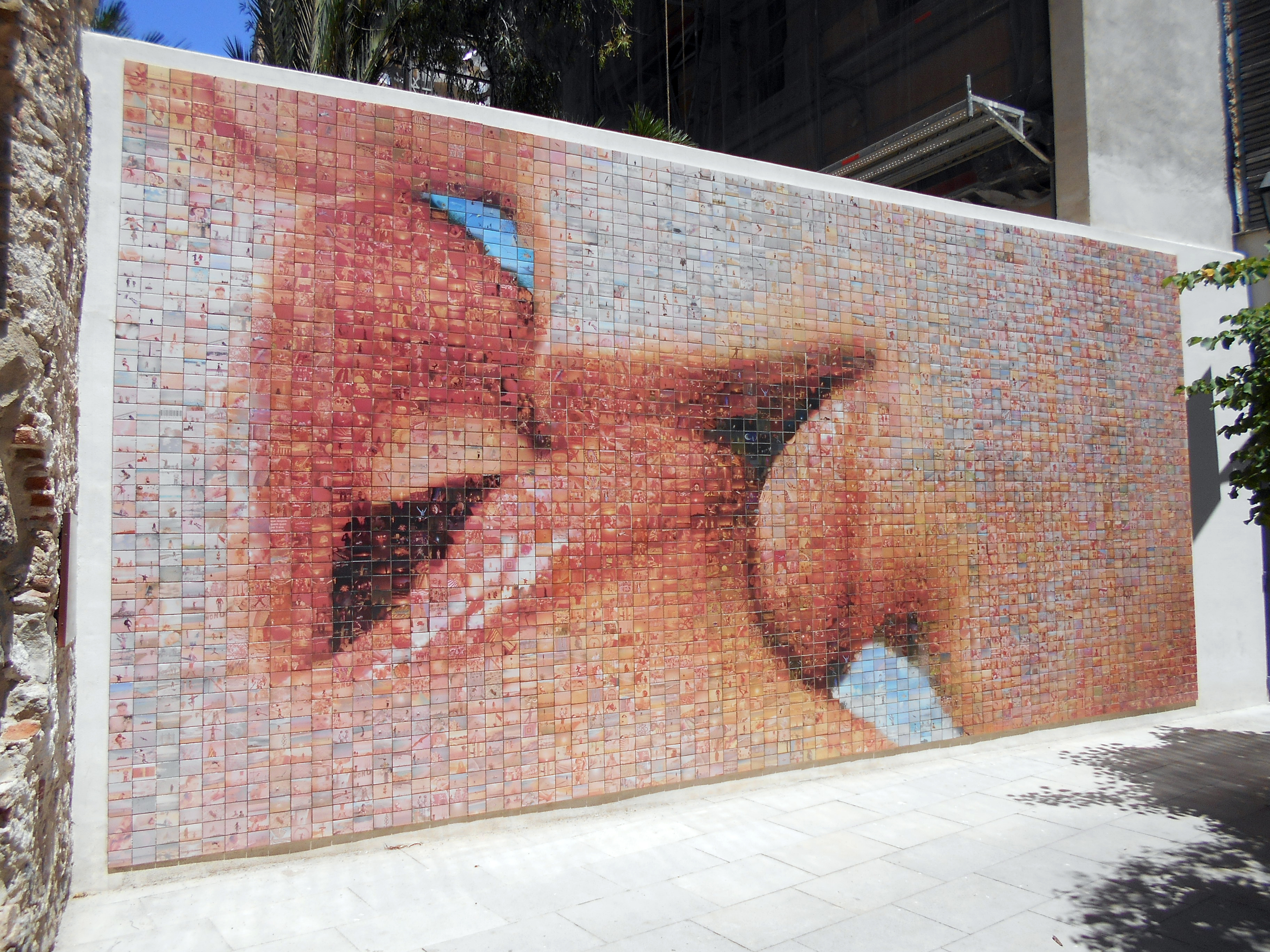
El mundo nace en cada beso de Joan Fontcuberta.

## Obras publicadas

### Fotografía
- Herbarium (Ed. Gustavo Gili, Barcelona, 1984);
- Història artificial (IVAM, Valencia, 1992);
- La fragua de Vulcano (Bilbao Bizkaia Kutxa, Bilbao, 1994);
- L'artista e la fotografia (Mazzotta, Milán, 1995);
- Wundergarten der Natur (Rupertinum Museum, Salzburgo, 1995);
- Sputnik (Fundación Arte y Tecnología, Madrid, 1997);
- Fauna (European Photography, Gotinga, 1997);
- Micromegas (Mide, Cuenca, 1999);
- Twilight Zones (Actar, Madrid, 2000);
- Securitas (Fundación Telefónica, Madrid, 2001);
- Imago, ergo sum (Comunidad de Madrid, Madrid, 2015).[4]

### Ensayos
- Estética Fotográfica: una selección de textos (Ed. Blume, Barcelona, 1984)
- Fotografía: conceptos y procedimientos, (Ed. Gustavo Gili, Barcelona, 1990).
- El beso de Judas. Fotografía y Verdad (Ed. Gustavo Gili, Barcelona, 1997).
- Ciencia y fricción. Fotografía, naturaleza, artificio (Mestizo, Murcia, 1998).
- Historias de la fotografía española. Escritos 1977-2004. Jorge Ribalta (ed.) (Ed. Gustavo Gili, Barcelona, 2008)
- La cámara de Pandora: La fotografí@ después de la fotografía (Ed. Gustavo Gili, Barcelona, 2010).
- La furia de las imágenes. Notas sobre la postfotografía (Galaxia Gutenberg, Barcelona, 2016).

## Exposiciones
- 2015/2016 Imago, ergo sum. Sala Canal Isabel II en Madrid.